# Hipótese do marcador somático
A hipótese do marcador somático propõe um mecanismo cujo processo emocional pode guiar (ou influenciar) o comportamento, principalmente a tomada de decisão. Esta hipótese foi formulada por António Damásio.

## Hipótese

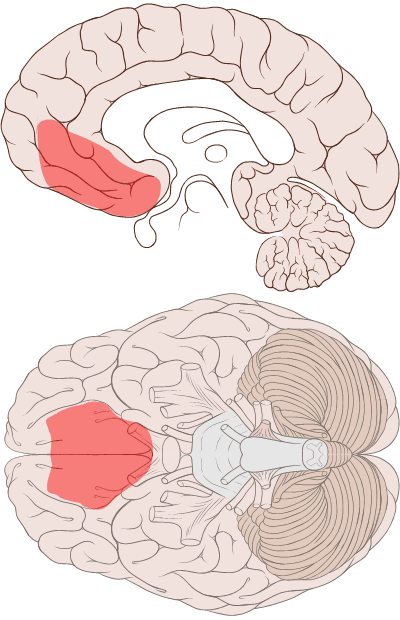
Marcadores somáticos são provavelmente armazenados no córtex pré-frontal ventromedial; destacado.

Quando nós tomamos decisões, nós devemos avaliar o valor de incentivo das escolhas possíveis, usando processos cognitivos e emocionais. Quando nos deparamos com escolhas complexas e conflituantes, nós não poderemos decidir usando somente processos cognitivos, pois eles devem se tornar sobrecarregados e incapazes de chegar a um resultado satisfatório.
Nestes casos, os marcadores somáticos podem ajudar na decisão. Eles são associações entre estímulos de recompensa que induzem um estado afetivo / fisiológico associado. Conjectura-se que os marcadores somáticos são armazenados no cérebro na região do córtex pré-frontal ventromedial (VMPFC; a subsection of the orbitomedial PFC). Estas associações de marcadores podem ocorrer novamente durante a tomada de decisão e podem influenciar nosso processo cognitivo. Quando nós temos de fazer decisões complexas e incertas, os marcadores somáticos criados por um estímulo relevante são agregados para produzir uma rede de estado somático. A totalidade deste estado direciona ou influencia nossa decisão sobre como agir. Esta influência sobre nossa tomada de decisão deve ocorrer dissimuladamente (inconscientemente), via o tronco cerebral e o corpo estriado, ou manifestamente (conscientemente), empenhando alto processamento cognitivo cortical. Damásio propõe que os marcadores somáticos direcionam a atenção para opções mais vantajosas, simplificando o processo de decisão.
A amígdala e o córtex pré-frontal órbitomedial são componentes essenciais desta hipótese  e em caso de dano nestas estruturas, ocorrerá déficit no processo relacionado aos marcadores somáticos. A maior fonte de evidências para esta teoria provém de experimentos usando o jogo de azar de Iowa.

## Arcabouço Teórico
Em teoria econômica, a tomada de decisão humana é frequentemente modelada como desprovida de emoções, envolvendo somente raciocínio lógico baseado na análise de custo-benefício. Por outro lado, a hipótese do marcado somático propõe que emoções atuam um papel crítico na habilidade de realizar rápidas decisões racionais em situações complexas e incertas.
Pacientes com lesões no lobo frontal, como Phineas Gage, trazem uma primeira evidência que o lobo frontal são associados com a tomada de decisão. Danos nesta região, em particular no córtex pré-frontal ventromedial, geram prejuízos nas habilidades de organizar, planejar e aprender com erros prévios, mas não afetam outras habilidades cognitivas, como memória de trabalho, atenção e linguagem. Entretanto, estes pacientes  adquirem dificuldade em expressar e experimentar emoções apropriadas. Isto levou a Antonio Damasio a hipotetizar que estes déficits na tomada de decisão devido ao dano no córtex pré-frontal ventromedial foram gerados pela incapacidade em usar emoções para ajudar a guiar comportamento futuro baseado nas experiências passadas. Consequentemente, estas lesões forçam os pacientes a adotar uma lenta e custosa análise de custo-benefício para todo situação onde ele deve escolher.